# Châteaubleau
Châteaubleau – miejscowość i gmina we Francji, w regionie Île-de-France, w departamencie Sekwana i Marna.
Według danych na rok 1990 gminę zamieszkiwały 213 osoby, a gęstość zaludnienia wynosiła 63 osób/km² (wśród 1287 gmin regionu Île-de-France Châteaubleau plasuje się na 985. miejscu pod względem liczby ludności, natomiast pod względem powierzchni na miejscu 794.).